# Clemens Schmeck
Clemens Schmeck (* 25. Mai 1918 in Essen; † 28. Februar 1984 ebenda) war ein deutscher Arzt und gilt als Pionier der Luftreinhaltung in Deutschland.

## Familie und Ausbildung
Schmeck wurde als jüngstes von fünf Kindern des Hausarztes Ewald Schmeck (1875–1942) und seiner Frau Bernhardine in Dellwig geboren. Sein Vater hatte 1899 am acht Jahre zuvor errichteten Bahnhof Dellwig eine eigene Praxis errichtet, die von der Familie über drei Generationen fortgeführt und im Juli 2009 zum Medizinischen Versorgungszentrum Essen-Nord-West gGmbH (MVZ) am Katholischen Klinikum Essen umgewandelt wurde. Nach der Schulausbildung studierte Clemens Schmeck Medizin an den Universitäten in Hamburg, Leipzig, Freiburg und Würzburg und wurde dort 1942 mit Beiträge[n] zur Klinik des Ekzems und zur Konstitution der Ekzemkranken zum Dr. med. promoviert.

## Berufliches und ehrenamtliches Engagement
Nach dem Tod seines Vaters übernahm Clemens Schmeck noch im selben Jahr dessen Hausarztpraxis und praktizierte dort bis zu seinem eigenen Tod 1984. Von 1951 bis 1974 amtierte er als Vorsitzender des Bürger- und Verkehrsvereins für die Stadtteile Dellwig und Gerschede. In dieser Funktion unterstützte er insbesondere den Wiederaufbau der im Zweiten Weltkrieg schwer kriegszerstörten Wohngebiete im Essener Nordwesten.

## Das Ringen um die Luftreinhaltung
Vor allem lag Schmeck die Wohnumfeldverbesserung am Herzen, zu der er insbesondere die Luftreinhaltung im seinerzeit noch durch extrem hohe Schadstoffemissionen der Schwerindustrie belasteten Ruhrgebiet zählte. Dabei erlangte er erste Bekanntheit, als er im Juni 1959 bei der Staatsanwaltschaft Duisburg Strafanzeige wegen Körperverletzung gegen die Direktion der Hüttenwerk Oberhausen AG erstattete. Hintergrund war seine Erfahrung als Mediziner, der bei seinen Patienten zunehmende gesundheitliche Beeinträchtigungen feststellte. Insbesondere bei Kindern registrierte er als Folge der Luftverschmutzung ein beunruhigendes Ansteigen von Bindehautentzündungen. Schmeck machte die fünf Thomas-Stahlkonverter der Oberhausener Hütte dafür verantwortlich, von denen jeder pro Stunde eine Tonne Staub in die Atmosphäre entließ. Weil jedoch die Anklagebehörde die Luftverunreinigung durch die Industrie als unvermeidbar ansah, wurde das Verfahren eingestellt. Auch ein Vorstoß beim Arbeits- und Sozialministerium in Düsseldorf brachte zunächst keinen greifbaren Erfolg, da die Verantwortlichen in der Industrie alle derzeit gegebenen technischen Möglichkeiten ausgeschöpft hätten.
Die Veröffentlichung einer Studie des Oberhausener Gesundheitsamtes und des Hygieneinstituts Gelsenkirchen zu Beginn des Jahres 1961 über die Zahl der Lungenkrebstoten bei Männern trug die Thematik in eine landesweite Öffentlichkeit. Das WDR-Fernsehen berichtete am 17. Februar 1961 über die Problematik der Luftverschmutzung und ließ vom Leiter des Oberhausener Gesundheitsamtes, Medizinaldirektor Klaus Peter Faerber, die Ergebnisse der Studie erläutern.
Unter anderem befördert von diesen Ereignissen, nahm sich die Politik des Themas an, und Willy Brandt prägte am 28. April 1961 in der Bonner Beethovenhalle bei der Präsentation des Wahlprogrammes seiner Partei den seinerzeit utopisch anmutenden Satz Der Himmel über dem Ruhrgebiet muss wieder blau werden.

## IG Luftverschmutzung
Um seine Bemühungen auch vor Ort auf eine breitere Basis zu stellen, gründete Schmeck im Januar 1962 zusammen mit über hundert Dellwiger Bürgern die Interessengemeinschaft gegen Luftverschmutzungsschäden und Luftverunreinigung – ein Name, den Frank Uekötter 2004 abwertend als „tumb“ bezeichnete –, die allerdings zu den ersten Bürgerinitiativen und Umweltschutzbewegungen der Bundesrepublik Deutschland gehörte. In den darauffolgenden Jahren rekrutierten sich die Mitglieder dieser Umweltschutzinitiative aus dem gesamten Bundesgebiet, und erst nachdem der Umweltschutz in Deutschland Allgemeingut geworden war, hat sich die Interessengemeinschaft im Jahr 1992 aufgelöst.

## Weiteres Engagement
Nach der Gründung der IG Luftverschmutzung wurde Schmeck von Konrad Grundmann, dem nordrhein-westfälischen Arbeits- und Sozialminister in den  ebenfalls 1962 errichteten Landesbeirat für Immissionsschutz berufen.

## Ehrungen
- Bundesverdienstkreuz am Bande (1968)
- Bundesverdienstkreuz 1. Klasse (1982)[2]
- 1985 wurde in Essen an der Haus-Horl-Straße Erinnerung an Clemens Schmeck ein Gedenkstein mit Bronzeplakette aufgestellt.
- Mit Beschluss des Rates der Stadt Essen vom 17. September 1986 wurde im Essener Stadtteil Dellwig eine Straße nach Clemens Schmeck benannt.

## Radio-Dokumentation
- Blauer Himmel über der Ruhr; Radio-Feature im Deutschlandfunk von Erika Fehse, Redaktion: Hermann Theißen; Ausstrahlung am 5. Juli 2011.